# 発生主義
発生主義（はっせいしゅぎ、英: accrual basis）とは、会計原則の一つで、現金の収入や支出に関係なく、経済的事象の発生または変化に基きその時点で収益または費用を計上しなければならないとするもの。収益と費用を現金の受け渡しの時点で認識する会計原則である「現金主義」と対比される概念である。これを用いた会計手法は発生主義会計と呼ばれる。

## 概要
例えば、或る工場の運営にかかる電気代は3か月ごとに払う契約になっているとする。発生主義においては毎月の生産活動の勘定において消費する電気が実際の現金の支払いと関係なく費用として換算される。つまり資源の消費と生産が時間的に統一される。よって毎月の決算においては電力代が支払いの有無に関らずに費用として会計に計上される。これによって企業の経済資源の消費と生産活動との実際の関連がより反映される。同じように寿命が10年の機材を100万円で購入した場合、支払いは最初の1年目に100万円であるが実際の経済資源の1年の消費はその10分の1に過ぎない。この場合は発生主義に基づき毎年10万円が費用として計上されることになる。このような会計処理を減価償却と呼ぶ。
現金主義における収益や費用の認識が現金の受け渡しの時点を基準にするのに対して、発生主義においては、現金収支を伴うか否かにかかわらず、収益または費用を発生させる経済事象に着目し、この事象に従って収益または費用を認識する。ただし別の細心注意（慎重）の原則（Prudence）に基づき未実現収益の計上は禁止されている。発生主義の適用によって認識される勘定科目としては、前払費用、前受収益、未払費用、未収収益、減価償却費、繰延資産、貸倒引当金、退職給付引当金などがある。前払費用、前受収益、未払費用、未収収益は貸借対照表（B/S）上の経過勘定と呼ばれる。
この発生主義に基づいて損益計算書が作成されるため、企業の現金の収支については、キャッシュフロー計算書で別途把握する必要がある。またこのほかにも実現主義という考え方もある。

## 発生主義・現金主義・実現主義の変遷
発生主義・現金主義・実現主義の3つは、会計が使われ始めてからの長い歴史の中で、時代の要請を受けて変遷してきた。変遷の要点は、企業の活動が当座のものから継続のもの（ゴーイングコンサーン）に変わり、投資家保護の視点が生まれたというところにある。流れとしては、まず現金主義が生まれ、その後に発生主義、さらにその弱点を補うために実現主義が導入されたというものになる。

## 仕訳の例

### 収益の認識
サービスの提供時：
| 借方             | 貸方         |
| ---------------- | ------------ |
| 未収収益 150,000 | 収益 150,000 |
現金の受領時：
| 借方         | 貸方             |
| ------------ | ---------------- |
| 現金 150,000 | 未収収益 150,000 |

### 費用の認識
サービスの受取時：
| 借方         | 貸方             |
| ------------ | ---------------- |
| 費用 200,000 | 未払費用 200,000 |
現金の支払時：
| 借方             | 貸方         |
| ---------------- | ------------ |
| 未払費用 200,000 | 現金 200,000 |
実際の仕訳では前払保険料、前払家賃、未払利息、未払家賃などのように前払～や未払～という表記を行なう。
ただし、前払費用は流動資産、未払費用は流動負債となる。

## 参考
- 企業会計原則 第二 損益計算書原則 一A（発生主義の原則）